# Барцин (гмина)
Барцин (пол. Barcin) — гмина (волость) в Польше, входит как административная единица в Жнинский повет, Куявско-Поморское воеводство. Население — 14 858 человек (на 2004 год).

## Соседние гмины
1. Гмина Домброва
2. Гмина Лабишин
3. Гмина Пакость
4. Гмина Злотники-Куявске
5. Гмина Жнин